# Kellerberrin
Kellerberrin is een plaats in de regio Wheatbelt in West-Australië. Het ligt langs de Great Eastern Highway, 205 kilometer ten oosten van Perth, 81 kilometer ten zuidoosten van Dowerin en 55 kilometer ten westen van Merredin.

## Geschiedenis
De Njakinjaki Nyungah Aborigines waren de oorspronkelijke bewoners van de streek bij aanvang van de Europese kolonisatie.
De streek was pastoraal en dunbevolkt toen in de jaren 1880 goud gevonden werd in de Yilgarn. De spoorweg van Perth naar Northam werd verlengd tot Southern Cross en opende in 1895. Kellerberrin was een van de oorspronkelijke stations langs de spoorweg. In 1897 werd het eerste gebouw er naartoe verhuisd, een postkantoor. Op 26 december 1898 opende een Agricultural Hall, een gemeenschapshuis. Dat jaar werden kleine kavels opgemeten vanwege de vraag ernaar. In 1901 werd het dorp Kellerberrin officieel gesticht. Het dorp werd vernoemd naar een heuvel die in 1864 door Charles Cooke Hunt als Kellerberrin Hill werd vermeld. Kellerberrin is een aborigineswoord dat, afhankelijk van de bron, "sterke mieren" of "kampplaats waar men regenboogvogels vindt" zou betekend hebben. Datzelfde jaar bereikte C.Y. O'Connors waterpijpleiding het plaatsje.
Tegen 1902 bestond Kellerberrin uit een spoorwegstation, de woning van de stationschef, zes huizen, een methodistische pastorij en een gemeenschapshuis. In 1906 werd het Kellerberrin Hotel gebouwd. Er werd les gegeven in het gemeenschapshuis vanaf 1905, tot in 1907 een klaslokaal werd gebouwd. De Kellerberrin Road Board werd in 1908 gesticht en kreeg in 1910 haar eigen gebouw. In 1912 werd een nieuw groot postgebouw gezet. Tegen 1914 stonden er vier kerken in Kellerberrin. Op 27 oktober dat jaar werd er een brandweerkazerne geopend.
Na de Tweede Wereldoorlog begon het bevolkingsaantal te krimpen. Kellerberrin verloor zijn status als een van de belangrijkste landbouwcentra in de regio. In 1970 werd een ziekenhuis uit 1921 vervangen door een nieuw. Het gemeenschapshuis uit 1898 werd in 1975 een museum en in 1982 in de erfgoedlijst van de National Trust opgenomen.
In 1992 werd een nieuw politiekantoor geopend.

## 21e eeuw
Kellerberrin is het administratieve en dienstencentrum van het landbouwdistrict Shire of Kellerberrin. Het is een verzamel- en ophaalpunt voor de oogst van de graanproducenten uit de streek die bij de Co-operative Bulk Handling Group aangesloten zijn.
In 2021 telde Kellerberrin 877 inwoners, tegenover 866 in 2006.
Kellerberrin heeft een zwembad, een sporthal met sportvelden, een Community Resource Centre met een bibliotheek en toerismekantoor, een ziekenhuis, een medisch centrum en een districtsschool.

## Toerisme
Het toerismekantoor van Kellerberrin bevindt zich in het Community Resource Centre en biedt informatie over onder meer:
- de Kellerberrin Heritage Trail, een wandeling langs het historisch erfgoed van Kellerberrin tot op het uitkijkpunt op de heuvel waarnaar het plaatsje is vernoemd[14]
- het Folk Museum, een streekmuseum in het gemeenschapshuis uit 1898
- de Golden Pipeline Heritage Trail, een toeristische autoroute die O'Connors historische waterpijpleiding volgt
- Kokerbin Rock, West-Australiës op twee na grootste monoliet met in de nabijheid nog enkele andere bezienswaardige rotsformaties

## Klimaat
Kellerberrin kent een koud steppeklimaat, BSk volgens de klimaatclassificatie van Köppen. De gemiddelde jaarlijkse temperatuur bedraagt er 17,8 °C. De gemiddelde jaarlijkse neerslag ligt rond 325 mm.

## Transport
Kellerberrin ligt langs de Great Eastern Highway en de Eastern Goldfields Railway. Transwa legt de MerredinLink en The Prospector-treindiensten in. De MerredinLink vervoert reizigers tussen Perth en Merredin, The Prospector tussen Perth en Kalgoorlie. Beide treindiensten houden halt in Kellerberrin.
Kellerberrin heeft een startbaan,  Kellerberrin Airport (ICAO: YKEB).

## Galerij

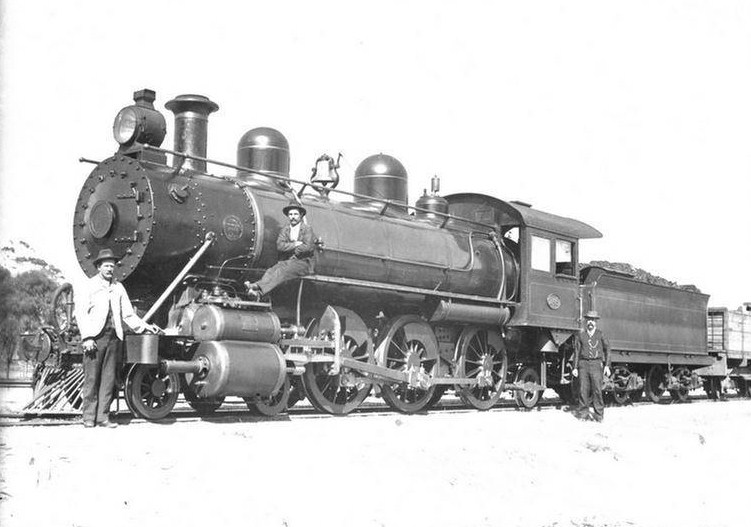
WAGR locomotief en personeel te Kellerberrin in 1903
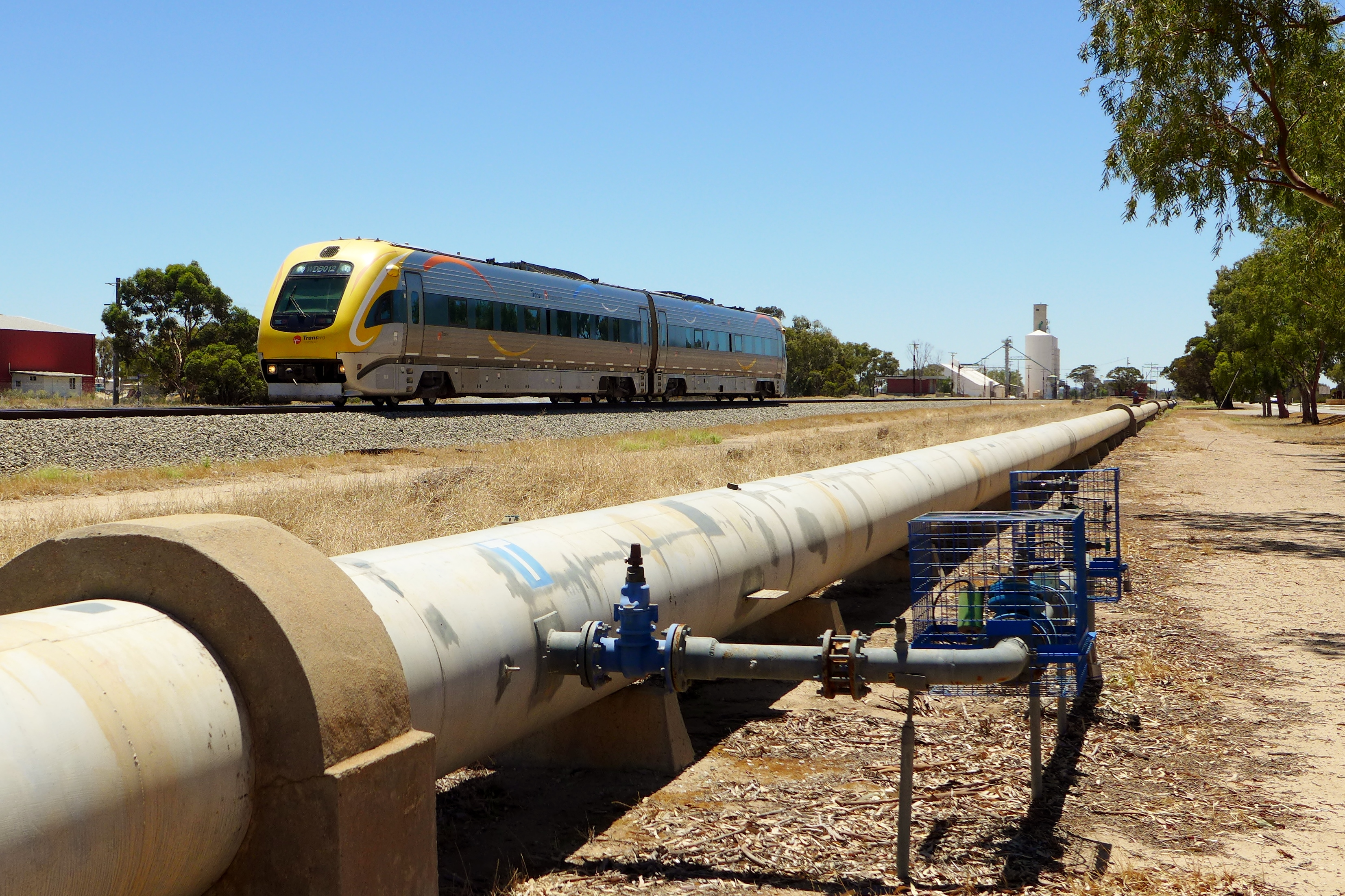
The Prospector en graanoverslag CBH Group
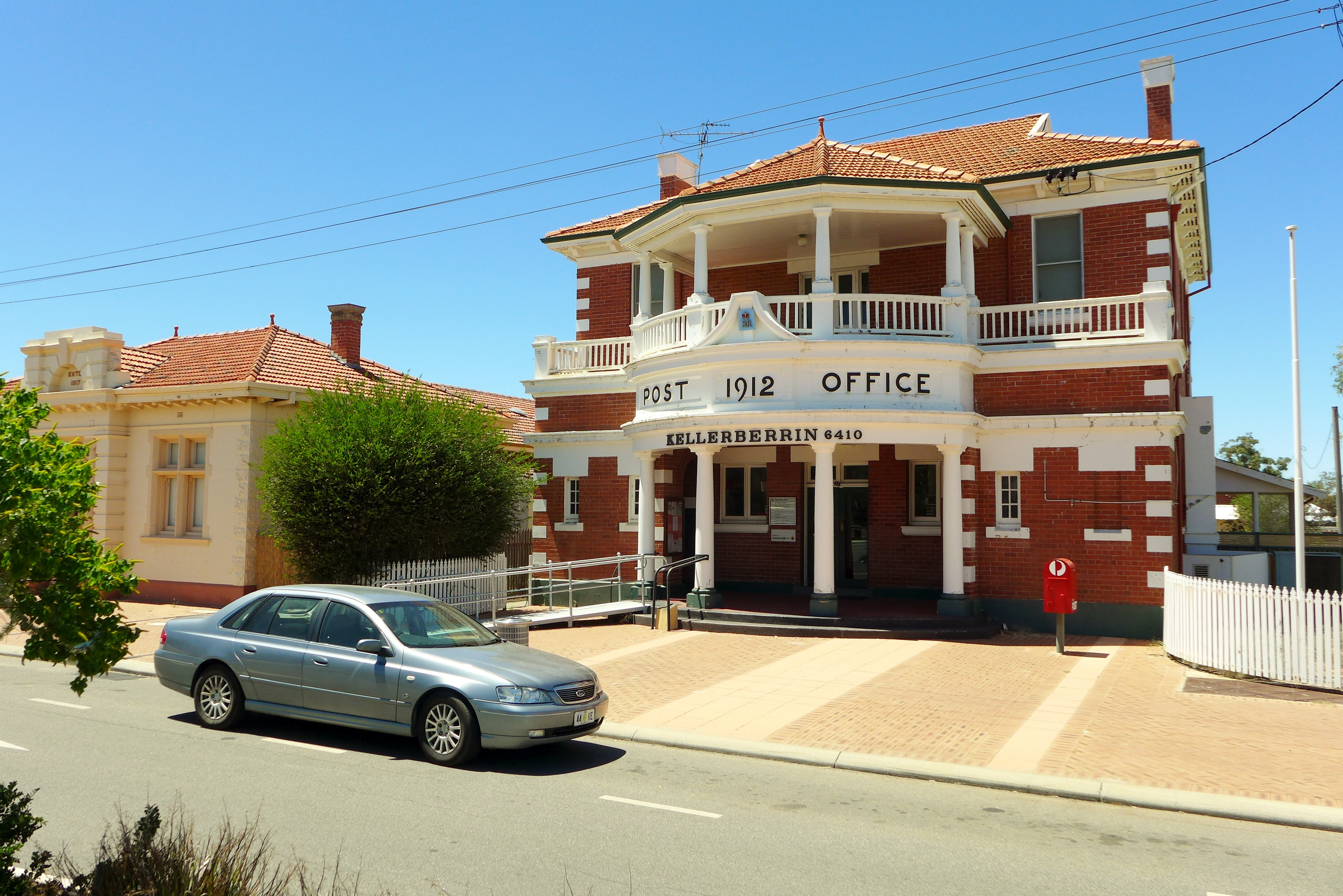
postkantoor uit 1912
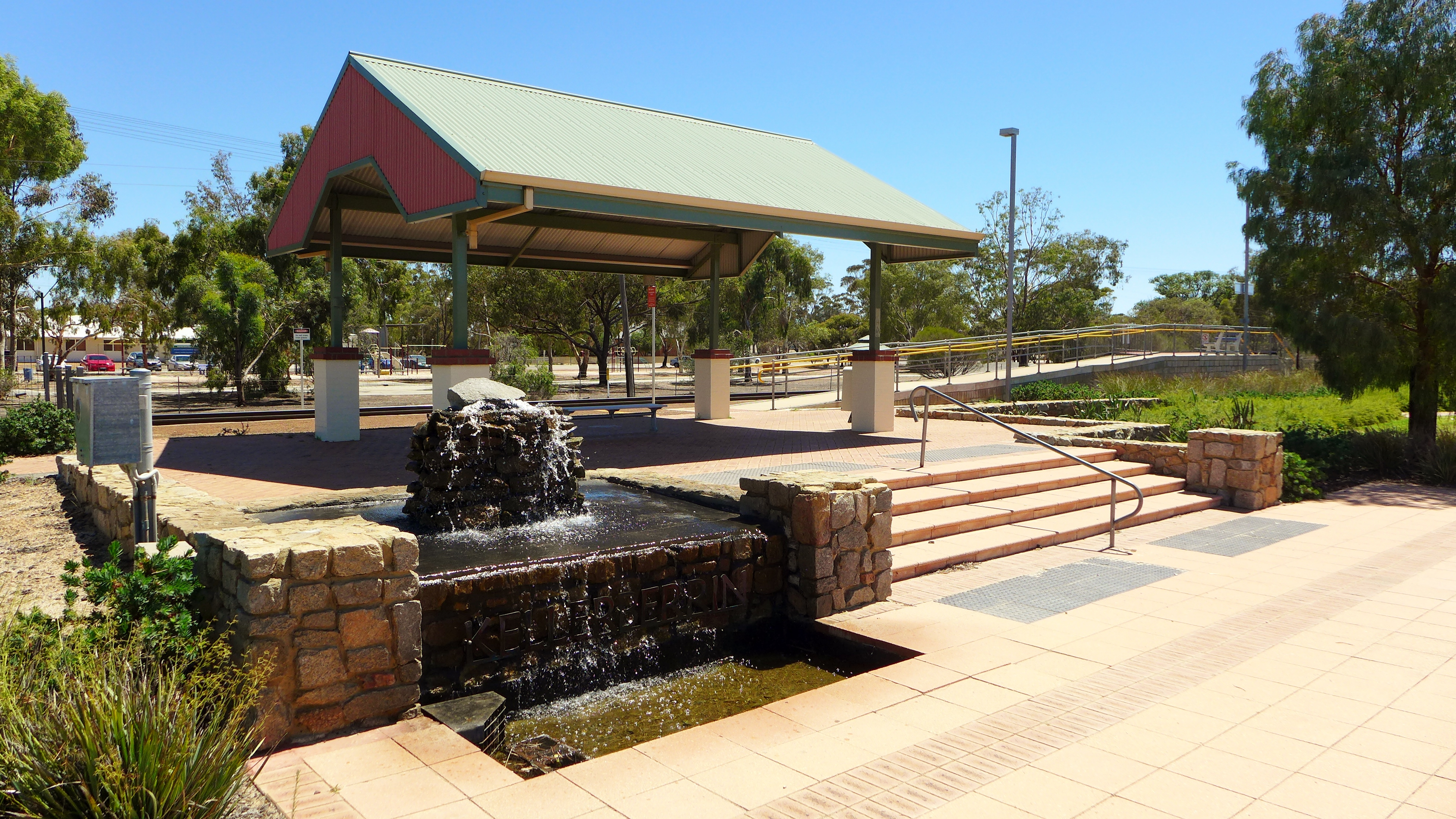
spoorwegstation in 2014
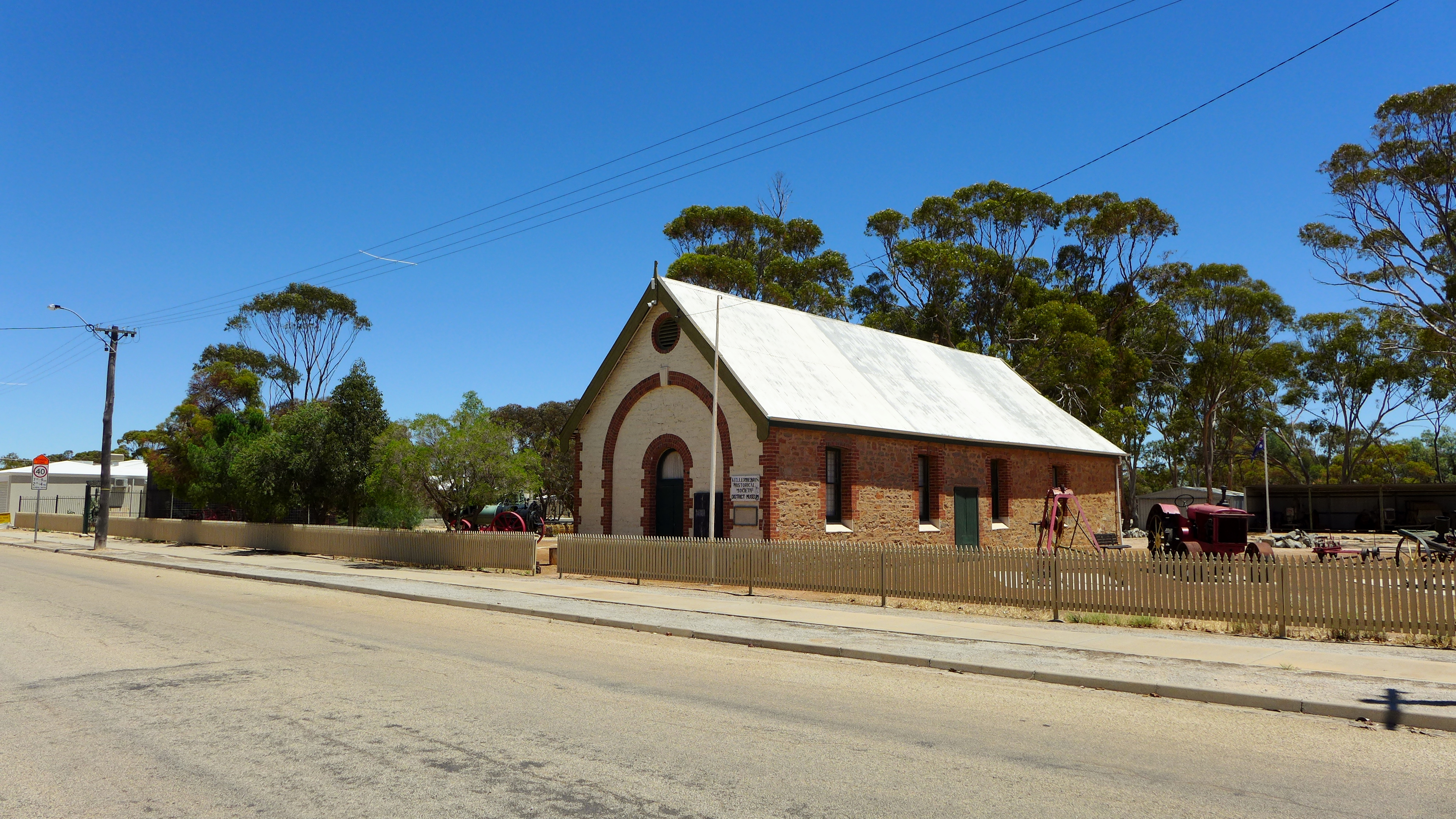
streekmuseum in Agricultural Hall uit 1898
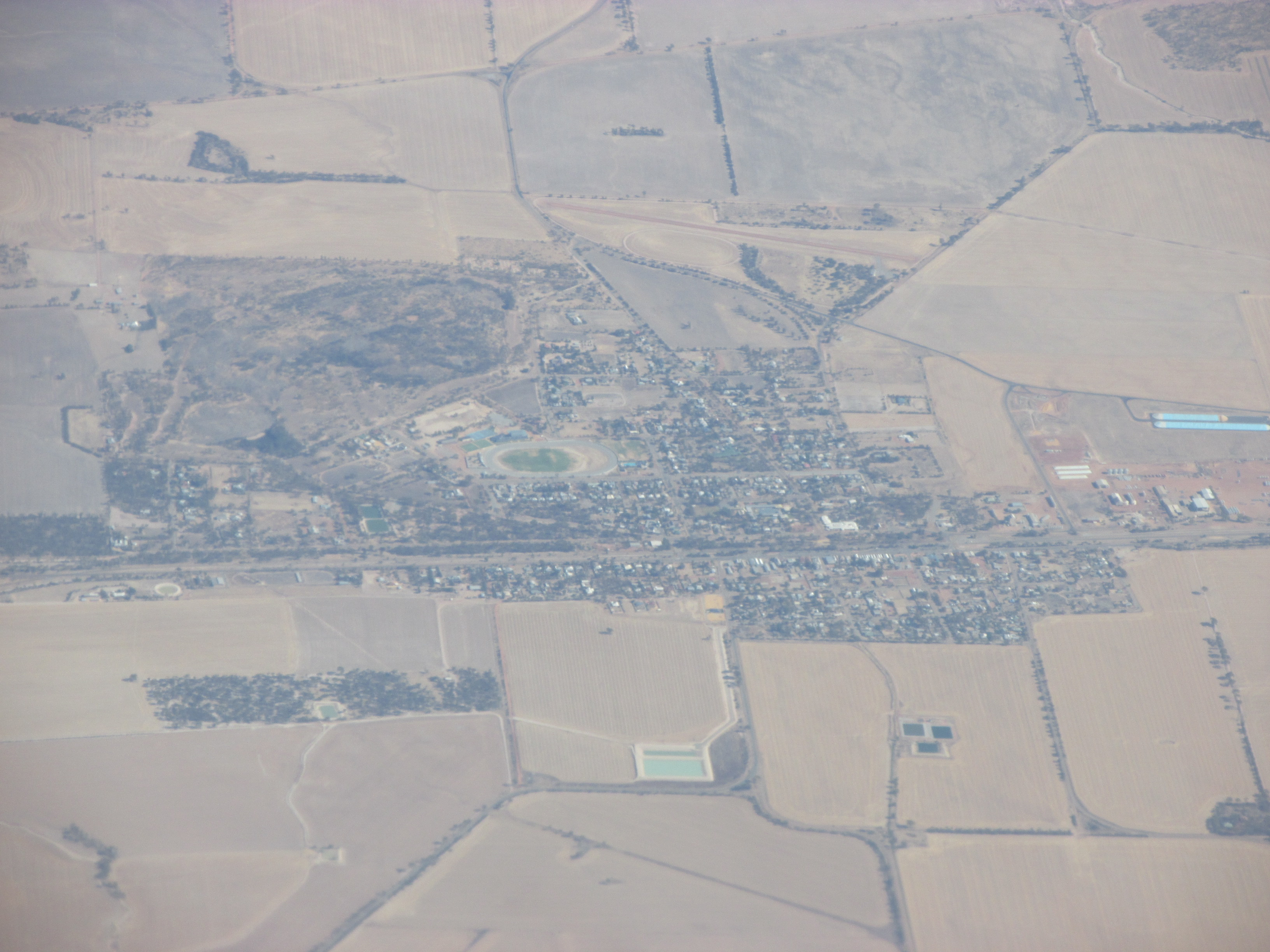
vanuit de lucht

Aldersyde · Amery · Ardath · Arthur River · Baandee · Babakin · Badgingarra · Badjaling · Bailup · Bakers Hill · Balkuling · Ballaying · Ballidu · Beacon · Beenong · Beermullah · Bejoording · Belka · Bencubbin · Bendering · Benjaberring · Beverley · Bilbarin · Bindi Bindi · Bindoon · Bodallin · Bolgart · Bonnie Rock · Boolading · Booraan · Brookton · Bruce Rock · Bullaring · Bullfinch · Bulyee · Bungulla · Buntine · Burakin · Burracoppin · Cadoux · Calingiri · Campion · Caraban · Carrabin · Cataby · Cervantes · Chandler · Chittering · Clackline · Cold Harbour · Congelin · Coomberdale · Copley · Corrigin · Cowcowing · Crossman · Cuballing · Culbin · Cunderdin · Dalwallinu · Dandaragan · Dangin · Darkan · Dattening · Dongolocking · Doodlakine · Dowerin · Dudinin · Dumbleyung · Duranillin · Dwarda · Ejanding · Elabbin · Erikin · Gabbin · Gingin · Goomalling ·  Grass Valley · Greenhills · Guilderton · Gwambygine · Harrismith · Highbury · Hines Hill · Holt Rock · Hyden · Jelcobine · Jennacubbine · Jennapullin · Jitarning · Jurien Bay · Kalannie · Karlgarin · Kellerberrin · Kondinin · Kondut · Koojan · Koolyanobbing · Koorda · Korbel · Korrelocking · Kukerin · Kulin · Kulja · Kulyaling · Kunjin · Kununoppin · Kweda · Kwelkan · Kwolyin · Lancelin · Lake Brown · Lake Grace · Lake King · Ledge Point · Manmanning · Marvel Loch · Meckering · Meenaar · Merredin · Miling · Minnivale · Mogumber · Mokine · Moodiarrup · Mooliabeenee · Moora · Moorine Rock · Moorumbine · Moulyinning · Mount Hardey · Mount Kokeby · Mount Walker · Muchea · Mukinbudin · Muntadgin · Nalya · Nangeenan · Narembeen · Narrogin · New Norcia · Newdegate · Nilgen · Nokaning · North Bannister · Northam · Nukarni · Nungarin · Pantapin · Piawaning · Piesseville · Pingaring · Pingelly · Pithara · Popanyinning · Quairading · Quindanning · Regans Ford · Seabird · Shackleton · Southern Cross · Spencers Brook · Tammin · Tincurrin · Toodyay · Trayning · Varley · Wagin · Walebing · Walgoolan · Wandering · Wannamal · Watheroo · Welbungin · West Dale · West Toodyay · Westonia · Wialki · Wickepin · Wilbinga · Williams · Wongan Hills · Woodridge · Wubin · Wundowie · Wyalkatchem · Yealering · Yelbeni · Yellowdine · Yilliminning · Yerecoin · York · Yorkrakine · Yornaning · Yoting · Youndegin